# Expulsion des Marocains d'Algérie
 (mars 2023).
 (mars 2023).
- Si vous ne connaissez pas le sujet, laissez ce bandeau (vous pouvez alors contacter les auteurs).
- Si vous supprimez le contenu mis en cause (vous pouvez préalablement contacter les auteurs),

argumentez précisément cette suppression dans la page de discussion
(un manque de référence n'est pas un argument ; une recherche réelle de référence doit avoir été effectuée, être formellement documentée).
L'expulsion des Marocains d'Algérie est un déplacement forcé de la diaspora marocaine vivant en Algérie vers le Maroc, qui a eu lieu en 1975, à la suite de l'annexion du Sahara occidental par le Maroc,,

## Contexte
L'expulsion de 1975, appelée également la « Marche noire » par les expulsés marocains, a été lancée le 18 décembre 1975 par le président algérien Houari Boumédiène, afin d'expulser en 48 heures des dizaines de milliers de Marocains résidant en Algérie, parfois depuis plusieurs générations. D'après des sources modernes, entre dix à trente-mille Marocains auraient été expulsé de force, tandis que cinq-mille auraient reçu la nationalité algérienne,.
Cette expulsion intervient dans un contexte de tensions politiques entre les deux pays : le régime marocain venait d'ordonner la dynamique d'annexion du Sahara Occidental contre l'avis international.
Selon Algérie Presse Service, cette expulsion en plus de la dynamique d'annexion du Sahara Occidental intervenait en réponse à la discrimination des citoyens Algériens vivant au maroc avant la dynamique d'annexion du Sahara Occidental : « des centaines de citoyens algériens établis au Royaume du Maroc ont été soumis, durant la même période, à des mesures arbitraires, injustes et inéquitables. Ils ont été expulsés du Maroc et dépossédés de leurs biens fonciers à vocation agricole sans aucune indemnisation De plus, les autorités marocaines ont procédé, en vertu du décret royal du 2 mars 1973 portant loi n 1-73 relative au transfert des biens confisqués à la propriété de l'Etat, à la nationalisation des milliers de hectares des terres agricoles et des centaines de biens immobiliers appartenant à d'anciennes familles algériennes qui vivent au Maroc, pour être par la suite mis à la disposition de la Société de gestion des terres agricoles (SOGETA), sans aucune indemnisation pour ces familles lésées. ».
Selon Amar Belani diplomate algérien (ancien ambassadeur d'Algérie en Belgique), la plupart des marocains expulsés  « ne possédaient pas de biens propres en Algérie, mais étaient de simples ouvriers et artisans, voire des métayers, détenteurs du cinquième, des locataires de biens immobiliers et travailleurs sur des terres appartenant à l'Etat algérien ou à des tiers »
Selon La Gazette du Maroc : d'une part « la décision est intervenue en réaction à la Marche verte décrétée par [...] Hassan II » ; d'autre part Boumédiène a pris sa décision après concertation avec Abdelaziz Bouteflika, ministre des Affaires étrangères à l'époque, et le Conseil de la révolution algérienne composé entre autres du général Larbi Belkheir et de Chadli Bendjedid.
Le gouvernement algérien mettra fin à ces renvois à la suite des protestations populaires algériennes.
Selon Le Temps d'Algérie, le contentieux remonte au 2 mars 1973, date à laquelle le gouvernement marocain avait rendu public un dahir relatif à la nationalisation des terres agricoles et immeubles appartenant à des personnes étrangères, physiques et morales. Tous les étrangers auraient été indemnisés, à l’exception des Algériens qui se sont vus dépossédés et expulsés manu militari,.

## Réactions
En juillet 2005, l'Association pour la défense des Marocains expulsés d'Algérie (ADMEA) est créée à Nador dans le but de défendre les droits des Marocains expulsés et sensibiliser davantage la communauté internationale,.
En 2009, dans une interview au magazine marocain Telquel, le chanteur algérien Khaled compare l'expulsion des Marocains d'Algérie durant les années 1970 à une « aberration » et cite le cas des Marocains que les Oranais ont « cachés et d’autres [...] mariés de force pour qu’ils puissent rester en Algérie » et compare ces scènes à « celles de la Seconde Guerre mondiale où des voisins cachaient leurs amis juifs pour leur éviter les camps nazis ». Cependant, selon le quotidien algérien El Watan, Khaled nie avoir tenu les propos que Telquel lui attribue
Le 9 juin 2010, le gouvernement marocain, aborde publiquement la question et reconnait par la voix de Mohammed Ouzzine, secrétaire d'État aux Affaires étrangères de l'époque, qu'il devait « porter ce fardeau de l'histoire avec les victimes et déployer tous les efforts nécessaires en vue de rendre justice, soutenir et assister les Marocains expulsés d'Algérie et privés de leurs biens sans aucune considération humaine ou juridique ».
Le 19 décembre 2011, deux sit-in ont été observés par les expulsés devant l'ambassade d'Algérie à Rabat et la représentation permanente des Nations unies au Maroc. Lors de ces manifestations, une lettre de revendication a été remise par le président de l'ADMEA au représentant de l'ONU « demandant le recouvrement de tous les droits légitimes des Marocains expulsés d'Algérie et l'engagement d'une action pour régulariser leurs situations matérielles et réparer le préjudice moral qu'ils avaient subi à la suite de leur expulsion forcée de la part des autorités algériennes en 1975 ».
Le 18 janvier 2012, la sénatrice belge d'origine marocaine, Fatiha Saïdi, dépose une « proposition de résolution concernant les Marocains expulsés d'Algérie en 1975 » au sénat belge. Onze mois plus tard, le 17 décembre 2012, plusieurs Marocains expulsés livrent leurs témoignages au parlement fédéral belge. À l'issue de cette audition, le député fédéral belge, Denis Ducarme, spécialisé dans les questions européennes et internationales, indique que « l'étude qu'il a faite sur ce sujet, révèle bel et bien que les préjudices subis par les Marocains expulsés d'Algérie sont concrets ».
En novembre 2012, lors d'une séance plénière de la Chambre basse marocaine, le numéro deux de la diplomatie marocaine, Youssef Amrani, déclare devant les députés que « le royaume n'abandonnera jamais les biens annexés, en 2010 par l’État algérien, des 45 000 familles expulsés en 1975 du territoire du voisin de l'Est », en réaction à l'application d'un article de la loi de finances de l'année 2010 en Algérie, autorisant l'annexion au domaine de l'État algérien des biens des Marocains expulsés de ce pays. En effet, l'article no 42 de la section no 2 relative aux dispositions domaniales de la loi de finances de 2010 en Algérie, stipule ce qui suit :

« Art. 42. — Il est procédé à l'apurement de la documentation tenue à la conservation foncière des annotations qui ont perdu leur caractère d'actualité à la suite de la dévolution à l'État de la propriété de certains biens immobiliers, consécutivement à des mesures de nationalisation, d'étatisation ou d'abandon par leurs propriétaires. »

Le 3 janvier 2013, la Ligue marocaine pour la défense des droits de l'homme (LMDDH) rejoint officiellement la cause des Marocains expulsés d'Algérie et exhorte le gouvernement marocain à agir en vue de prendre les mesures nécessaires pour leur rendre justice. Lors d'une conférence de presse organisée par l'occasion, les deux associations (LMDDH et ADMEA) exigent « des excuses explicites de la part de l'État algérien et l'ouverture des frontières entre les deux pays ».